# Paseo de San Juan

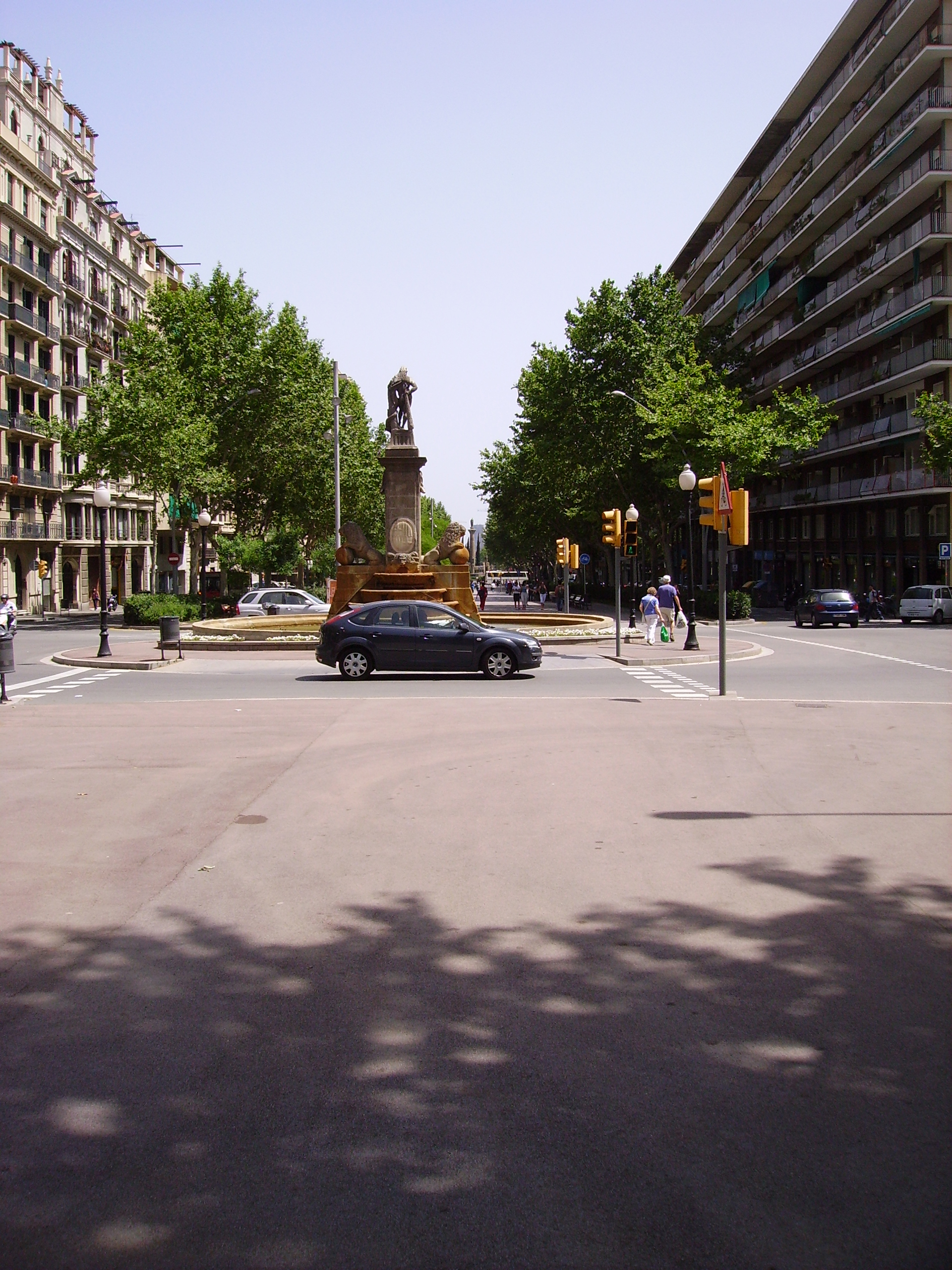
Vista del paseo de San Juan.

El paseo de San Juan (en catalán y oficialmente Passeig de Sant Joan) es una calle de Barcelona situada en los distritos del Ensanche y Gracia. Se dio este nombre al paseo en recuerdo del antiguo paseo de Sant Joan o paseo Nuevo, empezado en el año 1795 y acabado en 1802, que bordeaba la explanada de la Ciudadela, y que desapareció al ser derribada la fortaleza. 
Ha tenido diversos nombres a lo largo de su historia: General Mola (en el tramo entre la Diagonal y travesera de Gracia), García Hernández (Diagonal-Gracia), República (Diagonal-Gracia), Sant Joan —antes de 1900— (Ronda de San Pedro-Diagonal), Los Garrofers (Diagonal-Gracia) y T. del Malecón (Diagonal-Travesera de Gracia).

## Lugares de interés
- Fuente de Hércules. 1802, obra de Salvador Gurri.
- Iglesia de Salesas. 1885 , obra de Joan Martorell.
- Arco de Triunfo de Barcelona. 1888, arquitecto José Vilaseca.
- Monumento a Josep Anselm Clavé. 1888, de José Vilaseca y Manuel Fuxá.
- Monumento al Doctor Robert. 1910, de Josep Llimona.
- Monumento a Mosén Jacint Verdaguer. 1924, obra de Joan Borrell y Josep Maria Pericas.
- Casa Macaya. Realizada por el arquitecto modernista Josep Puig i Cadafalch.